# Sialia
Sialia es un género de aves paseriformes de la familia Turdidae. Agrupa a tres especies de azulejos o azulillos, pájaros americanos de vivo color azul cuya área de distribución se extiende de Canadá a Honduras.

## Especies
Se distinguen las siguientes especies:
- Sialia sialis (Linnaeus, 1758) -- azulejo garganta canela
- Sialia mexicana Swainson, 1832 -- azulejo garganta azul, azulejo gorjiazul
- Sialia currucoides (Bechstein, 1798) -- azulejo pálido